# 谢雨欣
谢雨欣（1976年3月8日—），原名刘晓梅，中国安徽合肥人，歌手、演员。

## 生平
刘晓梅的父亲刘志太在合肥市电力公司做领导。刘晓梅1987年毕业于安徽黄梅戏学校，分配到芜湖市黄梅戏剧团工作，之后很快调动到合肥市供电局宣传科。1990年代初结婚，1994年生下一个女儿婷婷。之后改名谢雨欣，成为歌手。
1996年在海南省海口市歌厅演唱时遇到富商沈俊林。沈俊林1985年因涉嫌诈骗被捕，当时是化名“潘顺宝”的在逃犯。沈邀请谢雨欣到北京发展，并由自己的公司出钱投资拍摄了电视连续剧《将爱情进行到底》。谢雨欣在其中饰演角色“小艾”并演唱主题歌，一举成名。沈俊林在2004年因贿赂中国神舟五号飞船项目重要人物中国运载火箭技术研究院（航天一院）院长厉建中被捕。2005年底有媒体揭露谢雨欣和沈俊林的关系，2006年谢雨欣承认沈俊林对她事业上的帮助。2006年4月25日，谢雨欣通过《北京青年报》对“包养事件”发表正式回应。

## 歌唱事业
- 专辑：《步步高》
- 专辑：《爱是怎样炼成的》（2000年）
- 专辑：《欣天地》（2003年）
- 电视剧《天龙八部》插曲：《仰望》
- 专辑：《欣·成就》（2005年）

## 演艺事业
- 《拯救爱情》
- 1998	开心就好
- 1998《将爱情进行到底》：饰演小艾
- 1998《梦幻青春》
- 2001	爱情跳棋
- 2001	天边外
- 2001	奇迹/美梦成真
- 2002《天龙八部》：饰演李秋水
- 2003	想说爱你
- 2003	我的特务生涯